# Гуров, Иван Петрович
Ива́н Петро́вич Гу́ров (1924—1944) — участник Великой Отечественной войны, наводчик орудия 31-го гвардейского артиллерийского полка 12-й гвардейской стрелковой дивизии 61-й армии 1-го Белорусского фронта, гвардии ефрейтор. Герой Советского Союза.

## Биография
Родился 30 июля 1924 года в с. Силино Куркинского района (ныне — Тульской области) в семье крестьянина. Русский.
Окончив 5 классов, работал в колхозе.
В Красной Армии с 1941 года. На фронте в Великую Отечественную войну — с ноября 1941. Член ВКП(б)/КПСС с 1944 года. Участник операции «Багратион».
Наводчик орудия 31-го гвардейского артиллерийского полка гвардии ефрейтор Иван Гуров отличился в бою 23—24 июля 1944 года у деревни Ямно (Брестский район Брестской области). Расчёт, расположив орудие на господствующей высоте, успешно отражал вражеские контратаки. Гуров заменил выбывшего из строя командира орудия и, будучи тяжело ранен, продолжал вести огонь. Высота была удержана.
Погиб 28 ноября 1944 года в бою за город Лиепая (Латвийская ССР). После войны был перезахоронен в Приекуле Лиепайского района на воинском кладбище.

## Награды
- Звание Героя Советского Союза присвоено 24 марта 1945 года.
- Награждён орденом Ленина и медалями.

## Память
- Именем Героя названы улицы в городе Бресте и поселке Куркино Тульской области.